# Literatura w języku manx
Literatura Wyspy Man (także: literatura mańska) – termin odnosi się do tekstów pisanych i mówionych tworzonych w języku manx.
Najwcześniejszym znanym dziełem jest ballada Mannanan Beg Mac y Leirr (Mały Mannanan, syn Lira), który pierwotnie przypuszczalnie powstał w XVI w. Wiersz przedstawia historię wyspy poczynając od wprowadzenia chrześcijaństwa, aż do roku 1504. Tekst ten został spisany przez Petera Johna Heywooda w 1789 r., w okresie kiedy to literatura Wyspy Man cieszyła się zainteresowaniem i chciano w ten sposób zapewnić przetrwanie tekstom mówionym.
Większość zachowanych tekstów w języku manx ma charakter religijny, ale znaleźć też można pośród nich wiele tłumaczeń i adaptacji istniejących tekstów napisanych w języku angielskim, łacińskim lub innych językach celtyckich. Jednym z większych sukcesów było przetłumaczenie na język manx Księgi powszechnej modlitwy (ang. Book of Common Prayer), dokonane przez Johna Phillipsa (ok.1555-1633), protestanckiego biskupa wyspy. Pierwszym w całości drukowanym dziełem były dwujęzyczne Zasady i obowiązki chrześcijan (ang. The Principles and Duties of Christianity) autorstwa Thomasa Wilsona. Książka ta miała cztery wydania (w 1699, 1707, 1740 i 1761 r.). Thomas Wilson zapoczątkował także tłumaczenie Biblii na język manx. W formie manuskryptów zachowały się także liczne homilie, katechizmy i kazania. Carvals- pieśni głównie o charakterze religijnym śpiewane w kościołach, głównie o tematyce świąt Bożego Narodzenia, ale także np. o postaciach biblijnych, końcu świata i sądzie ostatecznym.
Oprócz tekstów religijnych znaleźć można także mowy pogrzebowe, anegdoty albo teksty związane z folklorem np. Baase Illiam Dhone opowiadający o Williamie Christianie, patriocie i męczenniku, Ny Kirree fo Niaghtey.